# Skralska
Skrálska (tudi Skrabska, Skrabski potok) je desni pritok Dravinje iz Haloz. Izvira v razčlenjenem gričevju zahodno od Donačke gore in teče proti severu skozi razložena naselja Stoperce, Grdina, Zgornja Sveča, Spodnja Sveča in Preša. V Dravinjo se izliva pod vasjo Skrblje, oziroma jugovzhodno od Brega.
Pri imenu potoka je nekoliko nejasnosti, ki bi jih bilo potrebno natančneje razčistiti. Na vseh novejših topografskih zemljevidih je navedeno ime Skralska in to je povzeto v večini novejših virov, npr. v knjigi Slovenija: pokrajine in ljudje. V nekaterih, tudi lokalnih spletnih virih se pojavlja ime Skrabska, v starejših virih pa je ime potoka navedeno različno, npr. v Krajevnem leksikonu Slovenije kot Skralska, v starejšem Krajevnem leksikonu Dravske banovine pa se potok imenuje Skrabska. V obsežni monografiji Antona Melika o Sloveniji se potok imenuje Skrabski potok.
Tudi na starejših avstrijskih zemljevidih se potok imenuje različno: na najstarejšem jožefinskem zemljevidu je Skraliska Bach, na nekoliko mlajšem franciscejskem zemljevidu iz prve polovice 19. stoletja Skreiska Gr.(aben) in v franciscejskem katastru Seraisko Bach.
Skralska si je izdelala skoraj celotno porečje v srednjemiocenskih laporjih in peščenih laporjih, le v najjužnejšem delu so povirni deli potokov v nekoliko starejšem, oligo-miocenskem peščenem laporju in peščenjaku. Površje večinoma sestavljajo kratka in strma pobočja ter številne kratke in ozke doline ob stranskih pritokih (po domače grabe). Ti potoki so ob vstopu v glavno dolino svoje nanose odložili v položnih vršajih, s katerimi odrivajo Skralsko zdaj na eno zdaj na drugo stran dolinskega dna. Nekaj daljši med njimi so le Travni potok, Gabrščica in Pesjak z desne strani ter leva pritoka Beneščica in Dežnica.
Kljub precej enolični kamninski zgradbi teče Skralska po slikoviti in raznoliki dolini, v kateri se menjavajo širši in ožji odseki. Samo najbolj zgornji del potoka teče po gozdnati grapi, že dober kilometer dolvodno se ob njem pojavi naplavna ravnica. Ta je v zoženih delih široka le nekaj deset metrov, pri Grdini in ob spodnjem toku pa mestoma širša od 200 m in na obeh straneh blago prehaja v dolinska pobočja.
Potok ima majhen strmec in večino leta tudi razmeroma malo vode, vendar pa se lahko ob močnih nalivih hitro spremeni v hudournik in poplavi celotno dolinsko dno. Nazadnje se je to zgodilo 7. julija 2019, ko je poplavna voda zalila tudi nekaj hiš. Zaradi tega je večina bivališč odmaknjena od potoka na nekoliko višji svet na obrobju doline, kar se je v glavnem ohranilo do danes, a je kljub poplavni nevarnosti nekaj novejših zgradb nastalo tudi v poplavni ravnici. Drugače je dolinsko dno večinoma skrbno obdelano, pod njivami in travniki.
Struga potoka je skoraj v celoti ohranjena v naravnem stanju, le skozi Stoperce so jo preuredili v umetno strugo. Drugod so izvedli le nekaj manjših hidrotehničnih ukrepov za preprečevanje poplav in proti spodjedanju brežin, tako da potok večinoma drobno vijuga po lastni naplavni ravnici. Brežine so večinoma poraščene z obvodnim grmovnim in drevesnim rastjem.
Večji del porečja Skralske spada v varovano območje Natura 2000 (Boč–Haloze–Donačka gora). Dobro ohranjen vodotok je pomembno drstišče za nekatere vrste rib, mdr. za podusta (Chondrostoma nasus nasus), potočno postrv (Salmo trutta), klena (Leuciscus cephalus cephalus in platnico (Rutilus pigus virgo).
Po dolini Skralske potekajo regionalna cesta Majšperk–Rogatec in magistralna plinovoda M1 in M1/1 (Ceršak−Rogatec–Vodice–Ljubljana).